# Royal Air Maroc
Royal Air Maroc (in arabo الخطوط الملكية المغربية‎?, al-Ḫuṭūṭ al-Malakiyya al-Maḡribiyya, lett. 'Linee [aeree] marocchine reali'; in berbero ⴰⵎⵓⵏⵉ ⴰⵢⵍⴰⵍ ⴰⴳⵍⴷⴰⵏ ⵏ ⴰⵎⵓⵔⴰⴽⵓⵛ, Amuni Aylal Ageldan n Amurakuc), anche nota con l'acronimo di RAM, è la principale compagnia aerea del Marocco, ed opera in prevalenza dall'Aeroporto internazionale Mohammed V di Casablanca. Fa parte della Arab Air Carriers Organization (Organizzazione Araba dei Trasporti Aerei) e dal 2020 è un membro ufficiale dell’alleanza Oneworld.

## Storia
Royal Air Maroc (RAM) è nata il 28 giugno 1957 dalla fusione di Air Maroc e Atlas Air Maroc. Nel 1957, il 68% del capitale della compagnia è stato acquistato dallo Stato marocchino. Nel 1976, la società è divenuta uno dei primi operatori del Boeing 737-200.
Il primo amministratore delegato di Royal Air Maroc fu Driss Cherradi: laureato in giurisprudenza e in scienze politiche e economiche, ex consigliere speciale per l'ufficio del defunto Moulay Hassan, ex governatore, ex-CEO di SUNAB, membro fondatore del Movimento Popolare.
Nel 2005, secondo le dichiarazioni di Saad Azzioui, funzionario della compagnia, Royal Air Maroc (RAM) ha fatturato per il mercato africano 950000000 €, registrando un incremento del 68% rispetto all'anno precedente.
Nel 2006 la RAM ha registrato un'ulteriore crescita del 75%, annunciando future collaborazioni con altre compagnie aeree africane, come già avveniva con Air Senegal International e Air Gabon International. Inoltre ha contribuito all'acquisizione del 51% di Air Mauritanie, annunciata nell'agosto 2006.
RAM era al tempo riconosciuta in tutto il mondo tra le migliori compagnie aeree in termini di sicurezza, elevata a livello 3. Tuttavia, non è riuscita a gestire con successo la sua rapida crescita: questo ha causato ritardi, cancellazioni e mancate coincidenze, soprattutto nel suo hub di Casablanca.
Nel maggio 2010, l'età media di tutti i velivoli della Royal Air Marocco era di 6,9 anni, un valore ben al di sotto della media mondiale (11,5 anni). Il costruttore europeo ATR ha presentato il primo esemplare di ATR 72-600 con livrea Royal Air Maroc Express sulla pista dell'aeroporto di Le Bourget: il velivolo venne consegnato subito dopo uno spettacolo organizzato per l'occasione.
Il 6 dicembre 2013, la compagnia ha finalizzato un accordo per l'acquisizione di cinque Boeing 787 Dreamliner, successivamente in vista del programma di rinnovo della flotta sono stati annunciati altri 2 accordi per 4 Boeing 787-9 e per 4 737-MAX 8.
Il 5 ottobre 2018 RAM ha annunciato l'intenzione di entrare nell’alleanza Oneworld, di cui è diventata il 14° membro effettivo il 1º aprile 2020.

## Identità aziendale

### Proprietà e sussidiarie
Al 2021, la compagnia aerea è di proprietà del governo marocchino; il 53,94% delle azioni è posseduto direttamente dallo Stato, un ulteriore 44,10% è detenuto tramite il Fondo Hassan II per lo sviluppo economico e sociale. Il restante 2% è di proprietà di investitori privati, tra cui Air France e Iberia.
Il governo ha preso in considerazione la privatizzazione della società per circa 20 anni; l'ultimo piano, risalente alla fine del 2012, avrebbe incluso la vendita fino al 44% delle quote a una compagnia aerea del Golfo.
The Group Royal Air Maroc ha le seguenti consociate:
- Royal Air Maroc
- RAM Cargo
- Royal Air Maroc Express
- Atlas Aérotechnic Industries
- RAM Academy

Le ex sussidiarie includono:
- Air Gabon International, costituita nel dicembre 2005 come joint venture tra lo Stato del Gabon e RAM, che deteneva una partecipazione di controllo (51%). Intendeva essere la nuova compagnia di bandiera del Gabon.[10]
- Air Sénégal International, creata nel 2000, ha effettuato il suo primo volo nel 2001; il governo del Senegal era azionista del 49% della compagnia e RAM ne deteneva il saldo al momento della cessazione delle attività nell'aprile 2009.[11]
- Amadeus Morocco
- Atlas Blue: consociata a basso costo interamente di proprietà di RAM. È stata fondata il 28 maggio 2004 e ha iniziato a operare nel luglio dello stesso anno. Con sede a Marrakech, inizialmente gestiva un singolo Boeing 737-400 che è stato trasferito dalla società madre e utilizzato su rotte charter verso la Francia. Le operazioni sono state integrate nella RAM nel 2009, mentre le flotte di entrambi i vettori si sono fuse ufficialmente il 10 febbraio 2011.[12]
- Atlas Catering Airlines Services
- Atlas Hospitality Marocco, una catena di hotel[13]

### Quartier generale
Royal Air Maroc ha la sua sede nell'aeroporto di Casablanca-Anfa a Casablanca. Nel 2004, la compagnia aerea ha annunciato che avrebbe trasferito la sua sede da Casablanca alla provincia di Nouaceur, vicino all'aeroporto Internazionale Mohammed V. MAP, l'agenzia di stampa ufficiale dello stato, ha affermato che la costruzione della sede e di un hotel per conferenze da 500 stanze avrebbe richiesto almeno 1 anno e 6 mesi. L'accordo per la costruzione della sede centrale a Nouaceur è stato firmato nel 2009.

## Destinazioni

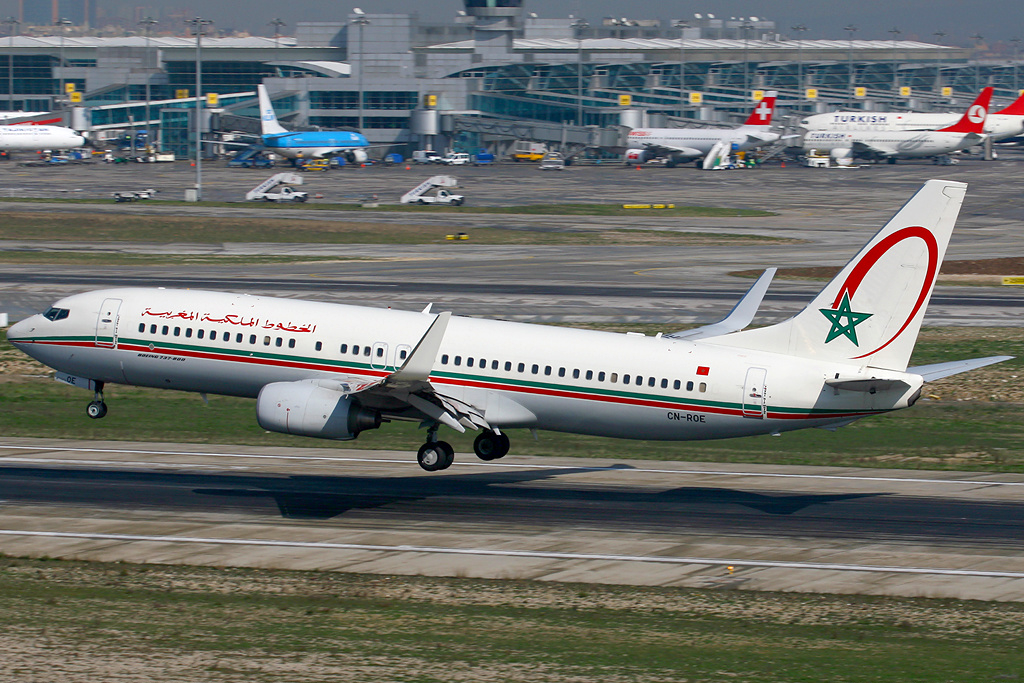
Un Boeing 737-800 a Istanbul nel 2007.

Al 2022, Royal Air Maroc serve più di 90 destinazioni in paesi di tutto il mondo.

### Accordi commerciali
Al 2022 Royal Air Maroc ha accordi di code-share con le seguenti compagnie:
- American Airlines
- Brussels Airlines
- British Airways
- Egyptair
- Etihad Airways
- Iberia
- ITA Airways[18]
- JetBlue
- Kenya Airways
- Qatar Airways
- Royal Jordanian
- S7 Airlines
- Saudia
- TAAG Angola Airlines
- Turkish Airlines

### Alleanze
Il 1º aprile 2020 Royal Air Maroc è entrata a far parte di Oneworld.

## Flotta

### Flotta attuale

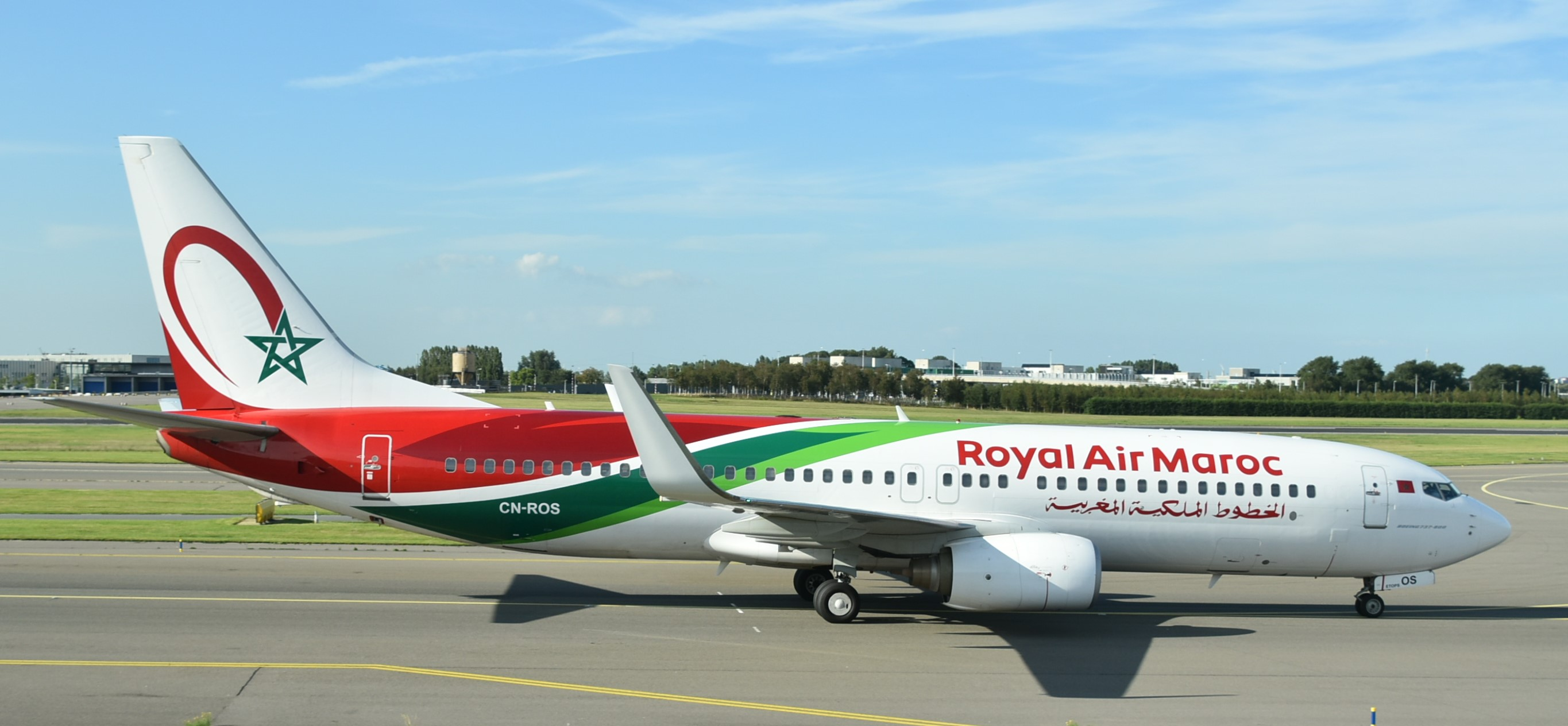
Un Boeing 737-800.

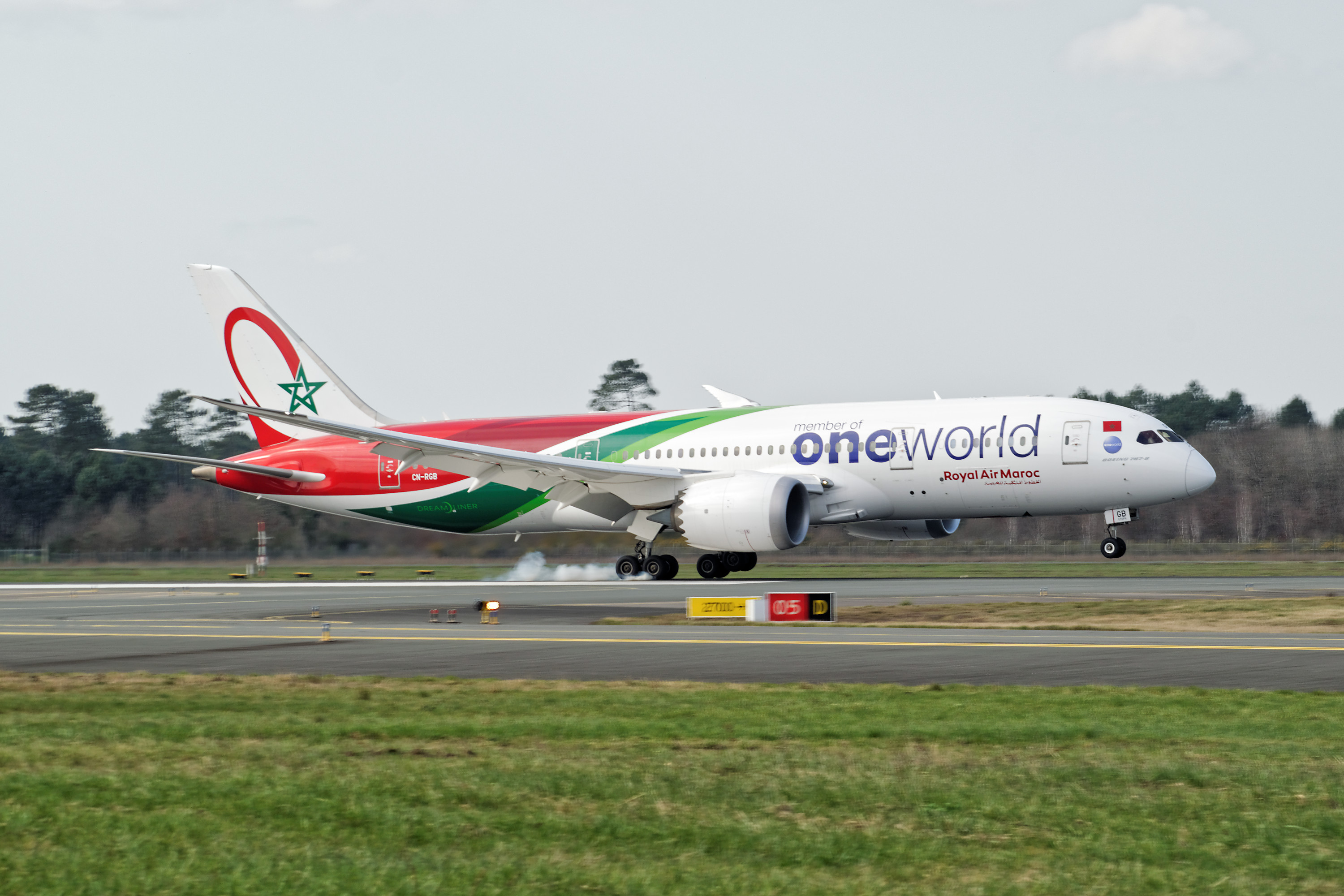
Un Boeing 787-8.

A maggio 2025 la flotta di Royal Air Maroc è così composta:

### Flotta storica

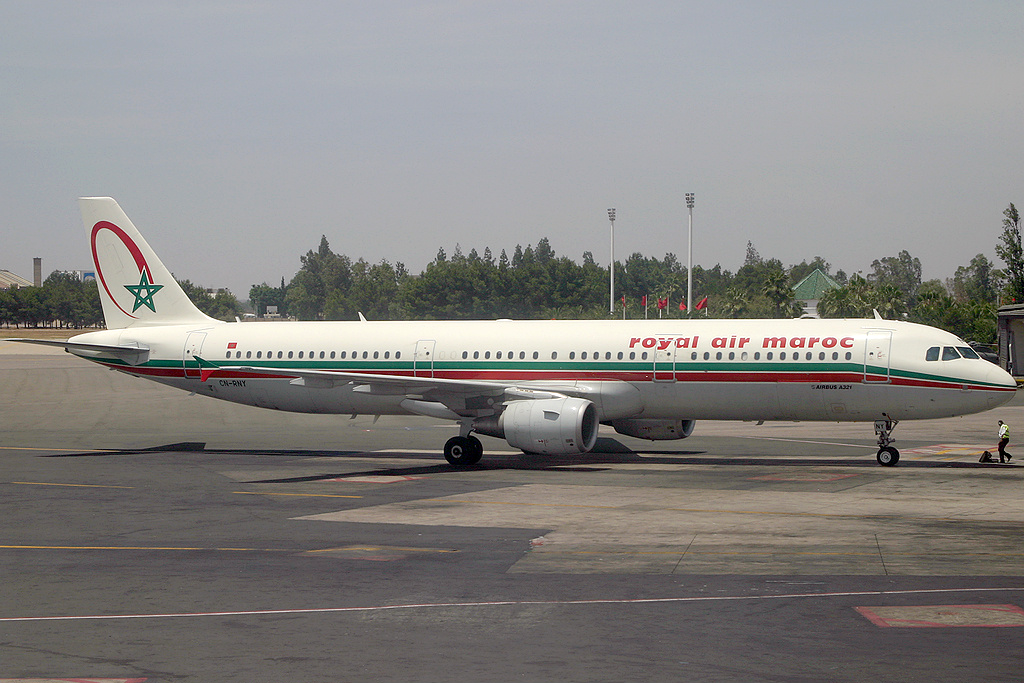
Un Airbus A321-200.

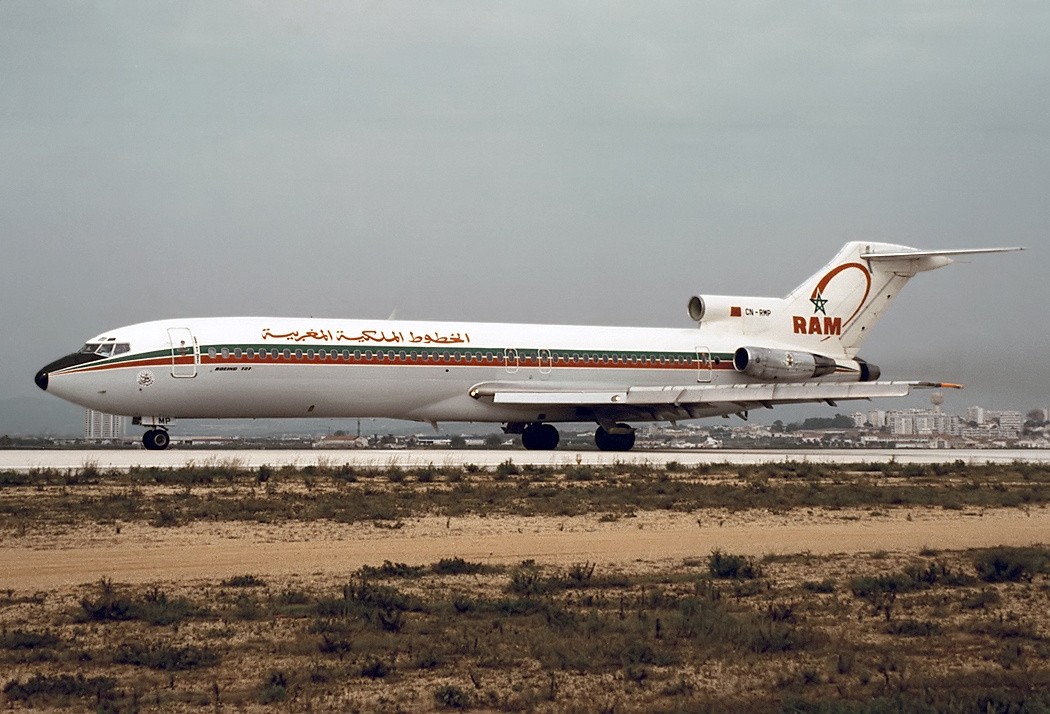
Un Boeing 727-200.

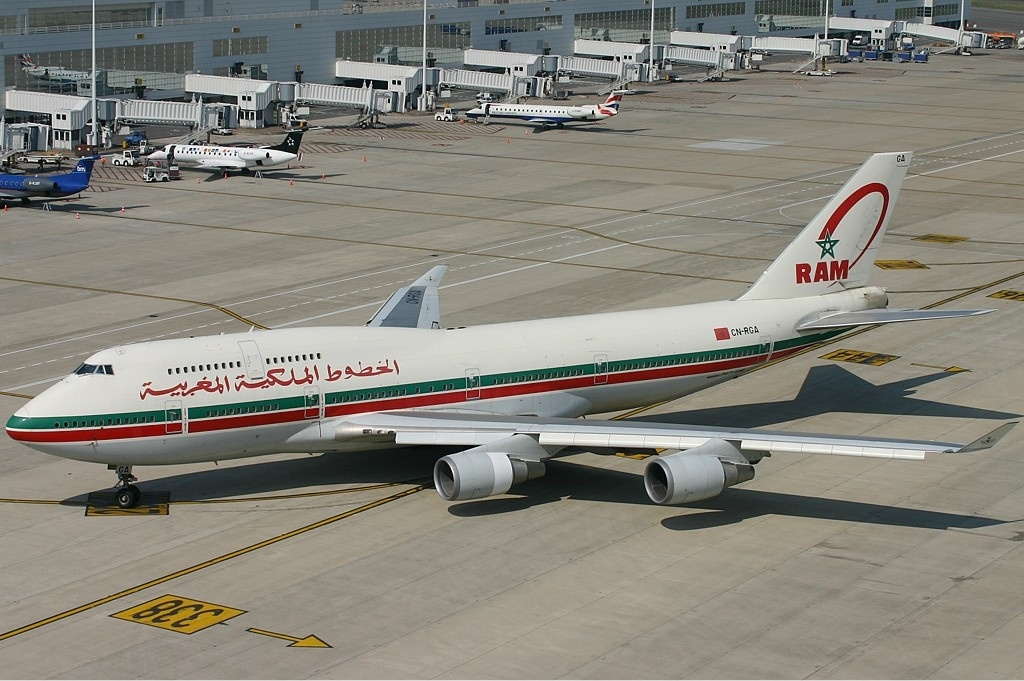
Il Boeing 747-400.

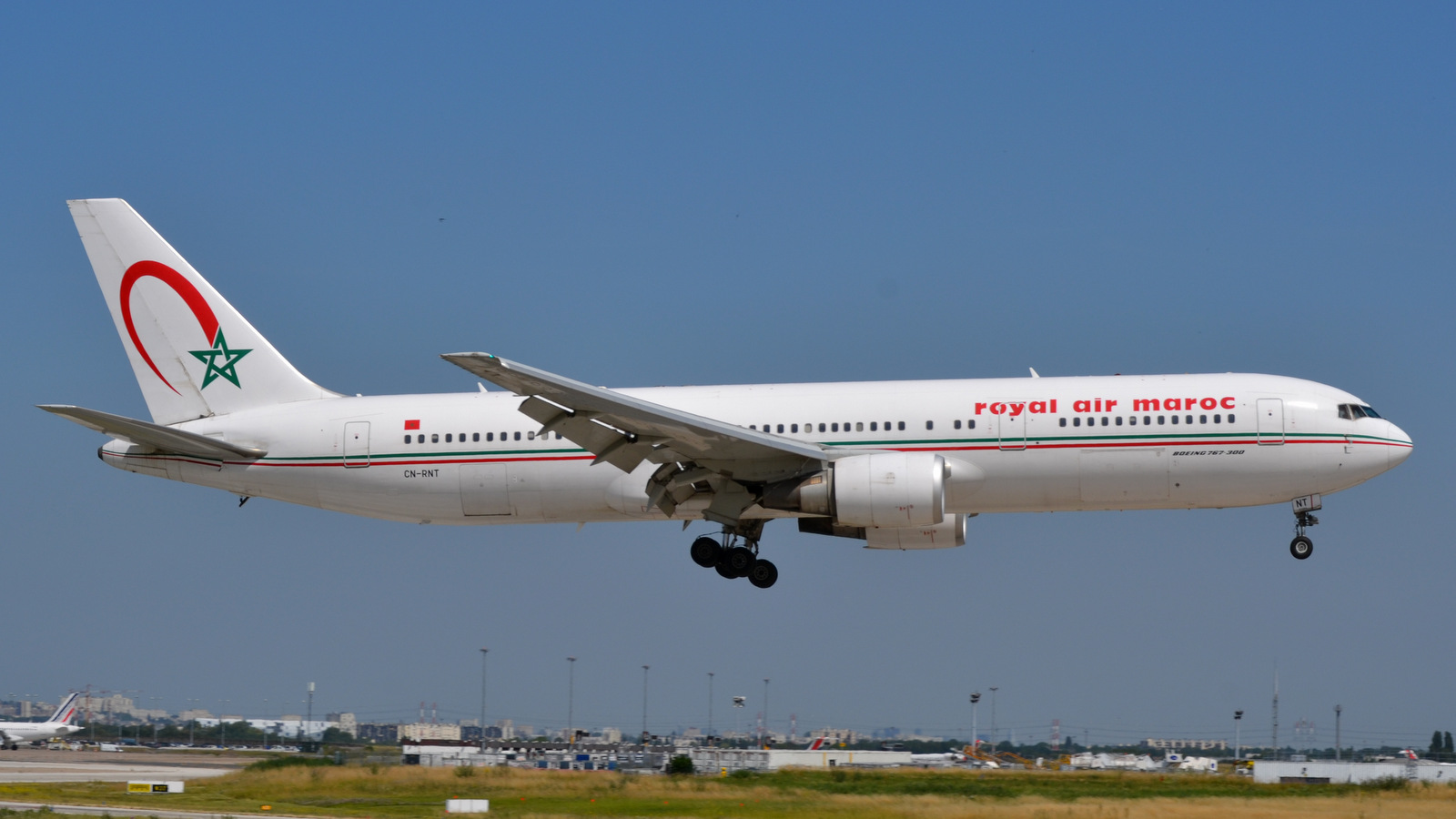
Un Boeing 767-300ER.

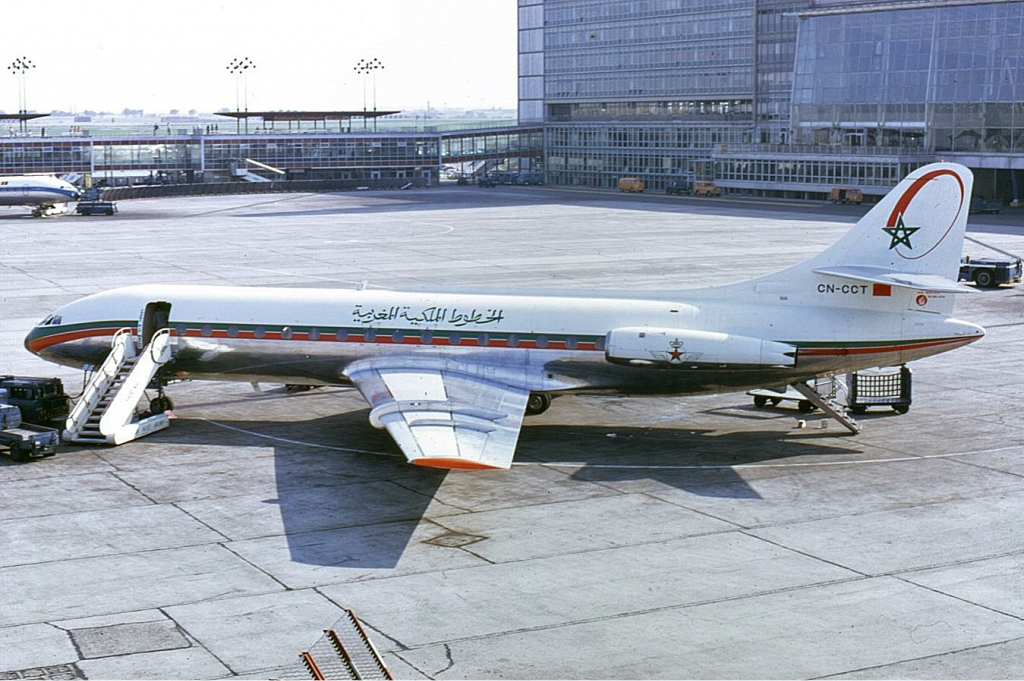
Un Sud Aviation Caravelle.

Royal Air Maroc operava in precedenza con i seguenti aeromobili:

## Incidenti
- Il 1º aprile 1970, un Sud Aviation Caravelle, marche CN-CCV, precipitò durante l'avvicinamento a Casablanca dopo che i piloti ne avevano perso il controllo. Le vittime furono 61.[26]
- Il 22 dicembre 1973, un Sud Aviation Caravelle di Sobelair in leasing da RAM, marche OO-SRD, era in rotta da Parigi a Casablanca con scalo a Tangeri. Durante l'avvicinamento a quest'ultima nel buio e con una tempesta in corso, l'aereo deviò dalla rotta a causa della scarsa visibilità e si schiantò su una montagna. Nessuno dei 106 a bordo sopravvisse.[27]
- Il 6 febbraio 1989, il volo Royal Air Maroc 3132, operato da un Vickers Vanguard  per un volo cargo, uscì di pista a Marsiglia durante la corsa di decollo dopo che i piloti avevano segnalato problemi ai controlli di volo. Tutti e 3 i piloti persero la vita.[28]
- Il 21 agosto 1994, il volo Royal Air Maroc 630, un ATR 42-300, si schiantò circa dieci minuti dopo il decollo dall'aeroporto di Agadir-Al Massira. Tutti i 44 passeggeri e l'equipaggio a bordo rimasero uccisi. All'epoca, fu il più peggior incidente aereo coinvolgente un ATR 42. La successiva indagine portò a capire che l'incidente fu deliberatamente causato dal comandante.[29]